# Authentiques
Pour les articles homonymes, voir Authentique.
Pour plus de détails, voir Fiche technique et Distribution.
Authentiques (sous-titré Un an avec le Suprême) est un documentaire musical français sur le groupe de rap Suprême NTM, réalisé par Alain Chabat et Stéphane Begoc alias Sear, sorti directement en DVD en 2000. Les réalisateurs ont suivi le groupe pendant près d'un an entre 1998 et 1999.

## Synopsis
Le documentaire a suivi le groupe de rap durant un an (en 1998) depuis les répétitions au studio Pee Wee à Aubervilliers, du début de leur tournée à La Réunion, en passant par Lorient, Nantes, Lyon, Bordeaux, Nancy, jusqu'au Zénith de Paris. Le documentaire revient également sur les problèmes de Joeystarr avec la justice, sur la vie au sein du groupe, sur les problèmes avec les médias, ... Joeystarr et Kool Shen, en interviews croisées et intimes, reviennent sur les faits marquants de toute cette aventure. Ils parlent de leurs rapports communs, de leur "vie de couple", de l'émergence de leurs collectifs, B.O.S.S. (début de l'émission Skyboss sur Skyrock) et IV My People, du possible futur ou bien de la fin d'NTM, ...

## Fiche technique
- Musique : Suprême NTM
- Montage : Stéphane Péreira
- Distribution : Sony BMG Music Entertainment
- Format : 1,33:1
- Langue originale : français

## Distribution
- JoeyStarr
- Kool Shen
- Lord Kossity
- Zoxea
- Busta Flex
- DJ Spank
- DJ James
- DJ Goldfingers
- DJ Naughty J
- Sully Sefil
- Sébastien Farran alias « Terror Seb » (manager du groupe, DJ, jury de la saison 4 de Popstars)
- Angie Cazaux-Berthias (refrain sur le titre Laisse Pas Traîner Ton Fils, jury de la saison 3 de Popstars)
- Paco, Fabrice Leyni (ingénieurs son)
- Nicolas Nardone (manager de la tournée)
- Angelo Goupée (régisseur tournée)
- Les danseurs Xavier Plutus, Neil, David & Ange
- Thierry Dupuy (chauffeur tournée)
- Philippe Léger, Laurence Duhamel (lumières concert)